# Acra

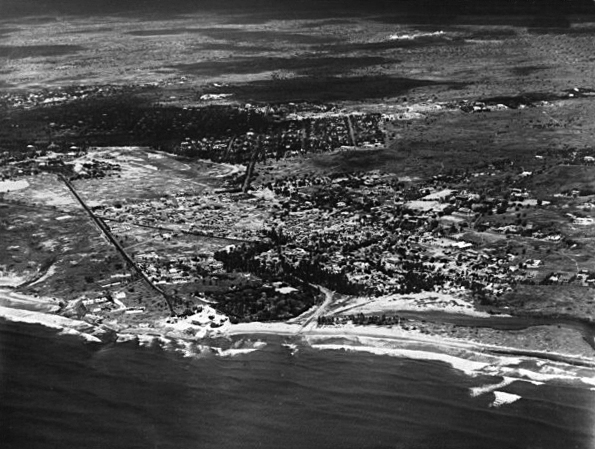
Vista aérea de Acra em 1929

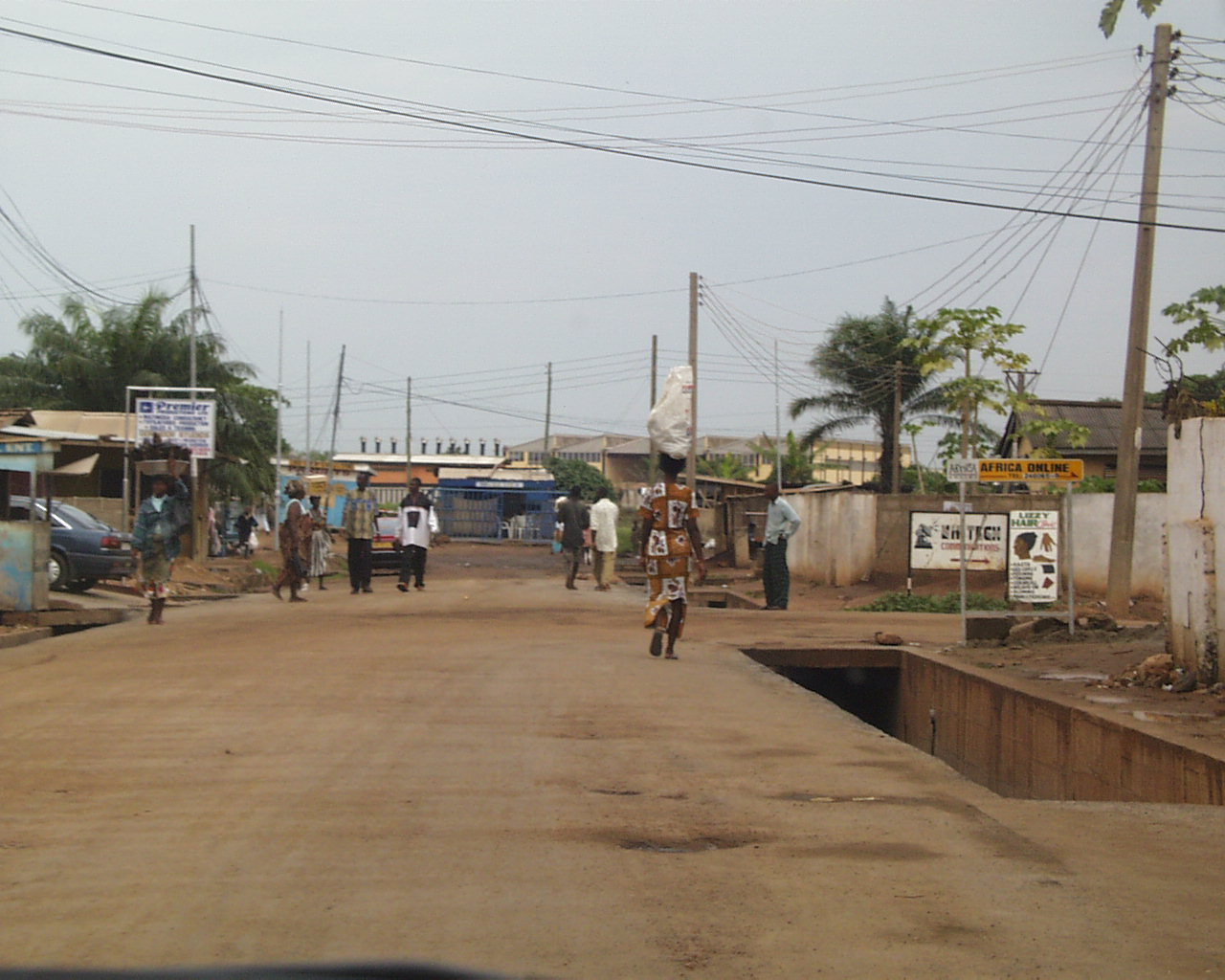
Rua de Acra

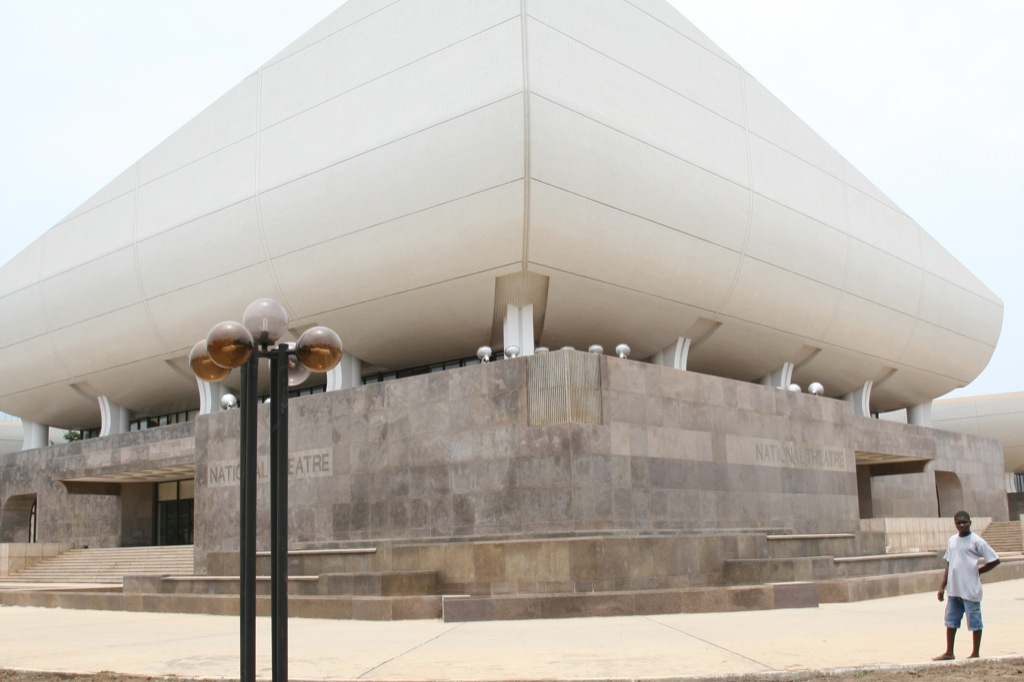
Teatro Nacional

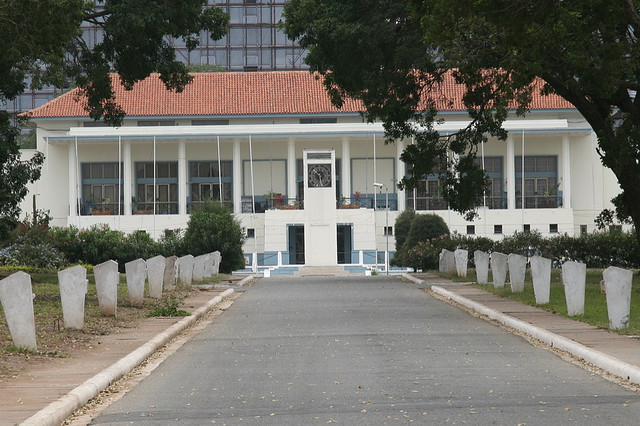
Casa do Parlamento, sede do Parlamento de Gana

Acra (em inglês:  Accra; AFI: [ˈækrə] ou AFI: [əˈkrɑː]) é a capital e maior cidade do Gana, com uma população estimada em 1 963 264 em 2009. Acra também é a capital da Região de Grande Acra e do Distrito Metropolitano de Acra, que partilham seu nome. A cidade também é o centro de uma área metropolitana substancialmente maior, chamada de Grande Área Metropolitana de Acra, que inclui oito distritos: Acra Metropolitano, Tema Metropolitano, Ga Municipal Leste, Ga Municipal Oeste, Ga Municipal Sul, Ledzokuku-Krowor Municipal, Ashaiman Municipal e Adenta Municipal. A área metropolitana abrange cerca de 4 milhões de indivíduos, o que faz dela o maior conglomerado metropolitano do país em termos de população. Como cidade primaz, Acra é o centro administrativo, econômico e de comunicações do país.
Construída originalmente em torno de um porto, Acra se estende ao longo da costa do Oceano Atlântico, e segue norte, rumo ao interior do país. Servindo como capital do país, então a Costa do Ouro, desde 1877, seu estilo arquitetônico vai dos edifícios coloniais amplos e elegantes do século XIX a arranha-céus e conjuntos de apartamentos feitos de concreto, vidro e metal erguidos na década de 1970, refletindo sua transição de um simples subúrbio de Victoriaborg à metrópole moderna dos dias de hoje.
A cidade apresenta diversos hotéis, restaurantes e clubes noturnos, além de atrações turísticas como museus e monumentos, áreas comerciais e de negócios, bem como mercados concorridos e subúrbios residenciais arborizados. Desde o início da década de 1990 diversos edifícios importantes foram construídos, incluindo a filial local da cadeia hoteleira francesa Novotel, e o Teatro Nacional, construído com ajuda do governo chinês. O centro de Acra contém os principais bancos, as principais lojas de departamento, a sede do conselho de comércio de cacau do país bem como da região conhecida como "Os Ministérios" (The Ministries), onde se concentra a administração governamental. As principais atividades econômicas de Acra são os setores financeiros, a agricultura, a pesca, a manufatura de alimentos processados, a indústria madeireira, a indústria têxtil e o setor químico.

## História
O nome de Acra vem da palavra Nkran, que significa "formigas" na Língua acã, e refere-se aos diversos formigueiros que até hoje podem ser vistos nos arredores da cidade. Seu povoamento teve início no século XV, quando o povo ga migrou para a região, após abandonar o território que habitavam em Ayawaso, a cerca de 16 quilômetros a norte da Acra atual.O local era um ponto estratégico, na medida em que se localizava a grande distância do território dos akwamus, rivais tradicionais dos gás. Inicialmente Acra não era um dos centros comerciais mais importantes da região; estes eram os portos de Ada e Prampram, bem como os centros de Dodowa e Akusa, no interior do país. Acra assumiu mais importância ao servir como centro do comércio de escravos com os europeus que haviam construído fortes nas redondezas. Com a abolição do comércio escravocrata, em 1807, Acra sofreu um declínio econômico; os portugueses, suecos, holandeses, franceses, britânicos e dinamarqueses construíram fortes na cidade ao longo do século XVII.
Na década de 1850, a Dinamarca vendeu Christiansborg e seus outros castelos na região para o Império Britânico e em 1873, após décadas de relações conflituosas entre os britânicos e os axântis da região da Gana central, os britânicos atacaram e destruíram a capital axânti de Cumasi, declarando oficialmente Gana como uma colônia da Coroa. As forças britânicas capturaram então Acra em 1874, e, em 1877, ao fim da segunda Guerra Anglo-Axânti, a cidade substituiu a Cape Coast como capital da colônia da Costa do Ouro, por ter um clima relativamente mais seco, e por não ser assolada pela mosca tsé-tsé, permitindo assim o uso de transporte animal. Até então, a zona habitável de Acra estava restrita ao território entre o Forte Ussher, a leste, e a lagoa de Korle, a oeste.
Uma das decisões mais influentes na história da cidade foi a construção da ferrovia Acra-Kumasi, em 1908, que visava ligar a capital, principal porto na época, às principais regiões produtoras de cacau do país. Em 1923 a ferrovia foi finalizada, e em 1924 o cacau já era a principal exportação de Gana. Acra cresceu rapidamente, e o fornecimento de água encanada em 1915 ajudou a atrair ainda mais migrantes vindos das áreas rurais.
A cidade prosperou durante a década de 1920, e este fato costuma ser associado à influência do governo de Sir Frederick Gordon Guggisberg, que realizou diversas obras, como a construção de uma ponte sobre a lagoa Korle em 1923 (que permitiu o povoamento do território a oeste da lagoa), bem como diversos hospitais e escolas. Um número ainda maior de migrantes oriundos das áreas rurais migraram para a cidade, juntamente com muitos empreendedores, comerciantes e administradores europeus. Apesar da grande destruição causada por terremotos em 1862 e 1939, a cidade cresceu em torno de um porto marítimo (atualmente transferido para Tema) e, posteriormente, de uma cervejaria, com sua área urbana englobando aos poucos as cidades vizinhas. Durante o período pós-Segunda Guerra Mundial foram erguidos mais edifícios administrativos e comerciais, incluindo um enorme complexo judicial-administrativo.
As Revoltas de Acra de 1948 deram início à campanha pela independência de Gana, que foi obtida em 1957.
O local ocupado pela Acra atual se desenvolveu em torno de uma cidade de grandes dimensões, a partir da cidade original ga bem como dos fortes dos britânicos, dinamarqueses e neerlandeses e as comunidades que os cercavam: Jamestown, próximo ao Forte James britânico, Osu, próximo ao forte dinamarquês de Christianborg (atual Castelo de Osu) e Ussherstown, vizinha ao Forte Ussher holandês. As quatro regiões formam o centro da cidade atual.

## Geografia
Devido à sua fundação em torno destes fortes, a região central de Acra é compacta. Ao longo dos anos, no entanto, devido à imigração das áreas rurais, a cidade se expandiu sem qualquer preocupação com o zoneamento, o que lhe deu uma aparência 'esparramada'. A cidade tem uma área total de 200 quilômetros quadrados, e é o centro da Grande Área Metropolitana de Acra (GAMA), composta pelo Distrito Metropolitano de Acra, o Distrito Metropolitano de Tema, o Distrito Metropolitano de Ga Sul, o Distrito Metropolitano de Ga Leste, o Distrito Metropolitano de Ga Oeste, o Distrito Metropolitano de Adenta, o Distrito Metropolitano de Ashaiman, o Distrito Metropolitano de Ledzokuku-Krowor, e a cidade de Kasoa, no Distrito Awutu Senya da Região Central.
A intersecção do riacho Lafa com a junção de Mallam serve como fronteira ocidental da cidade. O Grande Salão da Universidade de Gana forma sua fronteira norte, enquanto o Colégio Náutico representa sua fronteira oriental, e o golfo da Guiné a meridional. Apesar da existência destes limites, existem diversos pontos de conflito com os distritos vizinhos, o que acaba resultando numa diminuição nos limites de facto da cidade.

### Bairros
Por ocupar uma extensão territorial tão abrangente, Acra tem um grande número de bairros. O crescimento da cidade ultrapassou a taxa de fornecimento de serviços como coleta de lixo, água potável e eletricidade, o que deu origem a favelas. De acordo com o Programa das Nações Unidas para os Assentamentos Humanos (UN-HABITAT), existem 25 delas na cidade. Embora algumas destas comunidades, como Sodom e Gomorrah, estejam sendo demolidas por seu efeito negativo ao ambiente da cidade, um programa-piloto visando a melhoria de algumas destas favelas e sua transformação em bairros vem sendo implementada em Nima e Maamobi.

#### Acra Central
A Acra Central é o centro cultural e administrativo da cidade, sede de diversos dos ministérios do governo do país, bem como hotéis e edifícios comerciais, além das principais instituições financeiras de Gana. Diversas das principais atrações de Acra, como o Mausoléu Kwame Nkrumah, o Museu Nacional, o Arco e a Praça da Independência, o Teatro Nacional, e o Estádio Ohene Djan localizam-se nesta região da cidade.
Geograficamente, é difícil definir os limites da região central de Acra, embora, visando a simplificação, a Ring Road é tida como um perímetro, que separa a Acra central dos bairros vizinhos. Anel viário que circunda a cidade, a Ring Road se estende da lagoa de Korle, a oeste, até a Rotunda de Kwame Nkrumah, ao norte, seguindo para o leste até o cruzamento com a Avenida da Independência (Independence Avenue), e continua até Osu.
- Jamestown
- Usshertown
- Victoriaborg
- Christianborg/Osu
- Área Industrial Sul
- Adabraka
- Asylum Down
- Tudu
- Asylum Down
- North Ridge
- East Ridge
- West Ridge

#### Acra Norte

Área Metropolitana da Grande Acra

A Acra Norte é um centro financeiro e residencial da cidade. A área também abriga diversos pontos importantes da cidade, como o Hospital Militar "37", a Casa do Jubileu de Ouro, diversas embaixadas importantes, a Escola Achimota, o Parque de Golfe de Achimota e o campus Legon da Universidade de Gana.
Geograficamente, recebem esta denominação os bairros situados a norte da Ring Road West e Central, a leste da Winneba/Graphic Road, e a oeste da Liberation Road. Os distritos a norte e a sul da rodovia Kwame Nkrumah também são incluídos nesta classificação.
Devido à disputa limítrofe entre a Área Metropolitana de Acra e o Município de Ga Leste, os povoados de Legon Oeste/Westlands, Achimota e Christian Village, que se localizam a oeste da Universidade de Gana, na área do município de Ga Leste, por vezes são considerados bairros da cidade de Acra.
- Área Residencial do Aeroporto
- Roman Ridge
- Bubiashie
- Kaneshie
- Avenor
- Nii Boi Town
- Akweteyman
- Abeka-Lapaz
- Tesano
- Área Industrial Norte
- Alajo
- Kotobabi
- Abelemkpe
- Awoshie
- Dzorwulu
- Nima
- Kanda
- Accra New Town
- Kokomlemle
- North Kaneshie
- Legon Leste/Shiashie
- Bawaleshie
- Legon Oeste/Westlands
- Christian Village
- Achimota
- Kwashieman
- Tantra Hill
- Darkuman
- Apenkwa

#### Acra Leste
A Acra Leste, geograficamente a norte da Ring Road East, estendo-se a norte até a rodovia Kwame Nkrumah e, a oeste, até a Liberation Road, é formada por bairros eminentemente residenciais.
- Cantonments
- Labadi
- Labone
- Airport Hills
- Burma Camp

#### Acra Oeste
Acra Oeste é uma área residencial e comercial da capital do país. Embora geograficamente não tenha se expandido tanto quanto as regiões norte e leste da cidade, devido às grandes lagoas salgadas de Tettegu e Aplaku, ainda assim é lá que se situa um dos marcos mais significativos da cidade - o Hospital Universitário Korle Bu.
Abrange as áreas a oeste da Ring Road West, até as lagoas de sal, e a sul da Graphic Road.
- Korle Gonno
- Lartebiokorshie
- Abossey Okai
- Mataheko
- Chorkor
- Dansoman
- Mamprobi
- Odorkor

### Clima
Acra se encontra na zona das savanas, e apresenta um clima tropical de savana. Tem duas estações chuvosas, e a média anual de chuva é por volta de 730 mm. A primeira destas estações chuvosas se inicia em maio e termina em meados de julho; a segunda se inicia em meados de agosto e termina em outubro. As chuvas costumam consistir de tempestades intensas e curtas, que com frequência provocam inundações em locais onde os canos de drenagem estiverem obstruídos.
Existe pouca variação de temperatura ao longo do ano. As temperaturas médias mensais variam de 24,7 graus Celsius, em agosto (mais fria) a 28 graus Celsius(mais quente) em março, com uma média anual de 26,8 graus Celsius. Deve-se observar, no entanto, que os meses mais "frios" tendem a ser mais úmidos do que os meses mais quente; por este motivo, durante estes meses mais quentes e especialmente durante a estação do harmatão, o "calor seco" com brisas dá a impressão de ser menos intenso que o que se sente durante a estação chuvosa, "mais fria" porém mais úmida.
Como a região está próxima ao equador, a quantidade de horas do dia com luz do sol permanece praticamente uniforme durante o ano todo. A umidade relativa costuma ser alta, variando de 65 por cento, no meio da tarde, a 95 por cento, à noite. A direção predominante do vento em Acra é de oeste-sudoeste a norte-nordeste, e a velocidade do vento varia de 8 km/h a 16 km/h. Fortes ventanias ocorrem juntamente com os temporais que atingem periodicamente a costa. A maior velocidade do vento registrada em Acra foi de 107,4 km/h (58 nós); estas ventanias associadas com as chuvas frequentemente causam danos materiais, destelhando casas e edifícios. Diversas áreas de Acra experimentam "micro-efeitos climáticos"; as áreas de drenagem situadas na orientação norte-sul não são tão ventiladas quanto as que estão orientadas no sentido leste-oeste, e o ar pode se acumular em bolsões, o que aumenta em vários graus as temperaturas locais. Isto ocorre, por exemplo, nas áreas do complexo de esportes de Accra Newtown.
| Dados climatológicos para Acra  | Dados climatológicos para Acra | Dados climatológicos para Acra | Dados climatológicos para Acra | Dados climatológicos para Acra | Dados climatológicos para Acra | Dados climatológicos para Acra | Dados climatológicos para Acra | Dados climatológicos para Acra | Dados climatológicos para Acra | Dados climatológicos para Acra | Dados climatológicos para Acra | Dados climatológicos para Acra | Dados climatológicos para Acra |
| Mês                             | Jan                            | Fev                            | Mar                            | Abr                            | Mai                            | Jun                            | Jul                            | Ago                            | Set                            | Out                            | Nov                            | Dez                            | Ano                            |
| ------------------------------- | ------------------------------ | ------------------------------ | ------------------------------ | ------------------------------ | ------------------------------ | ------------------------------ | ------------------------------ | ------------------------------ | ------------------------------ | ------------------------------ | ------------------------------ | ------------------------------ | ------------------------------ |
| Temperatura máxima recorde (°C) | 34                             | 38                             | 38                             | 34                             | 35                             | 33                             | 32                             | 32                             | 32                             | 32                             | 33                             | 34                             | 38                             |
| Temperatura máxima média (°C)   | 31                             | 31                             | 31                             | 31                             | 31                             | 29                             | 27                             | 27                             | 27                             | 29                             | 31                             | 31                             | 30                             |
| Temperatura mínima média (°C)   | 23                             | 24                             | 24                             | 24                             | 24                             | 23                             | 23                             | 22                             | 23                             | 23                             | 24                             | 24                             | 23                             |
| Temperatura mínima recorde (°C) | 15                             | 17                             | 20                             | 19                             | 21                             | 20                             | 19                             | 18                             | 20                             | 19                             | 21                             | 17                             | 15                             |
| Precipitação (mm)               | 15                             | 33                             | 56                             | 81                             | 142                            | 178                            | 46                             | 15                             | 36                             | 64                             | 36                             | 23                             | 725                            |
| Fonte: BBC Weather              |                                |                                |                                |                                |                                |                                |                                |                                |                                |                                |                                |                                |                                |

## Demografia
Com uma população de cerca de 1 695 136 pessoas (de acordo com o censo nacional de 2000), Acra é uma das metrópoles mais populosas e de crescimento mais rápido da África, com uma taxa de crescimento anual de 3,36 por cento.
O período entre 1960 e 1970 viu uma rápida industrialização e expansão dos setores comerciais e manufatureiros em algumas das principais áreas da metrópole. Este fator contribuiu para o aumento da imigração para Acra, resultando na grande taxa de crescimento da população entre os censos de 1960-1970.
A estagnação da economia de Gana durante a década de 1970 teve um efeito adverso na taxa de crescimento populacional de Acra, como pode ser visto nos números dos anos entre 1970 e 1984. O declínio da agricultura nas comunidades rurais do país e a industrialização das regiões urbanas, aliadas ao boom nos setores de serviços das principais cidades, ocorrido no fim da década de 1980 e 1990, impulsionaram a imigração à cidade.
A primazia da Área Metropolitana de Acra como um centro administrativo, educacional, industrial e comercial em atrair pessoas de toda Gana continua a ser a principal força por trás de um rápido crescimento populacional; a migração interna contribui com mais de 35 por cento deste aumento na população.

### Distribuição e densidade
A densidade bruta da população da Área Metropolitana de Acra, em 2000, era de 10,03 pessoas por hectare, comparado a 6,23 por hectare. em 1970. As densidades mais altas foram registradas na Assembleia Metropolitana de Acra, com uma média de 69,3 pessoas por hectare.
Nos níveis comunitários, densidades superiores a 250 pessoas por hectare ocorrem principalmente nas áreas predominantemente habitadas por imigrantes, bem como nas partes mais antigas da cidade, como Accra New Town, Nima, Jamestown and Usshertown, enquanto densidades variam entre 17,5 e 40 pessoas por hectare nas áreas mais afluentes.

### Distribuição da população por idade e gênero
A população de Acra, como a de outros centros urbanos no continente, é bastante jovem; 56 por cento da população tem menos de 24 anos de idade. Não se vê um declínio nesta condição no futuro próximo, a menos que haja alguma mudança nas tendências contrárias ao controle de natalidade entre a população de Gana e uma melhoria no impacto do planejamento familiar, que até então tem sido bem limitado. 51 por cento da população é de mulheres, uma proporção de 1:1,04 entre os sexos; esta dominância das mulheres sobre os homens é um reflexo da tendência nacional.

### Migração
Políticas de descentralização e de controle de natalidade visam reduzir tanto as taxas de nascimento quanto de migração. No entanto, a infraestrutura já implementada na Área Metropolitana de Acra faz com que ela ainda permaneça, por muito tempo, um local atraente para os habitantes desempregados das áreas rurais, bem como servidores públicos e investidores nacionais e internacionais.
Um perfil da migração através do local de habitação e sexo aponta para o fato de que 44% dos residentes de Acra são imigrantes, o que reflete a natureza cosmopolita da metrópole e tem implicações adversas na mobilização das comunidades por melhorias e desenvolvimento.

## Governo
Acra tem um sistema de governo em que um prefeito, indicado pelo presidente da república e aprovado pelo conselho municipal recebe extensos poderes executivos, embora os apelos da opinião pública por uma eleição direta para o cargo venham aumentando. O atual prefeito de Acra é Alfred Vanderpuije, indicado pelo presidente Atta Mills em 2009.
A assembleia local conta com 104 parlamentares, dos quais 70 por cento são eleitos e 30 por cento indicados pelo governo. O Departamento de Planejamento da Cidade e Campo é responsável pelo planejamento do uso dos espaços na metrópole.
Como capital de Gana, Acra desempenha um papel crucial na política nacional. A cidade tem diversos edifícios que pertencem ao governo nacional, como os Ministérios e o Parlamento. Acra também é a sede da Suprema Corte e do Banco de Gana.
Por ter dimensões extensas, Acra se divide em 11 áreas submetropolitanas:
- Ablekuma Central
- Ablekuma Norte
- Ablekuma Sul
- Ashiedu Keteke
- Ayawaso Central
- Ayawaso Leste
- Ayawaso Oeste Wuogon
- La
- Okaikoi Norte
- Okaikoi Sul
- Osu Klottey

## Economia
A população economicamente ativa da Área Metropolitana de Acra está estimada em 823 327 indivíduos. O influxo diário de pessoas vindo das cidades-dormitório vizinhas, no entanto, faz com que este número seja mais alto, na prática, do que a estimativa. A cifra da população economicamente ativa dentro da metrópole também exclui trabalhadores tanto do setor formal quanto do informal que se deslocam diariamente para realizar suas atividades econômicas.
Acra é um grande centro da indústria manufatureira, marketing, finanças, seguros, transportes e turismo no país. Tem cerca de 350 grandes conglomerados industriais, um Banco Central e nove bancos comerciais (com 81 filiais), 4 bancos de desenvolvimento (com 19 filiais), 4 bancos mercantis (com 7 filiais), uma bolsa de valores, entre outros estabelecimentos imobiliários, seguradoras e financiadoras. A metrópole é servida por uma rede rodoviária de 1 117,89 quilômetros, dos quais 918,10 são pavimentados e 199,8 não o são.
Existem mais de 50 506 propriedades residenciais identificadas na cidade, e cerca de 4 054 propriedades comerciais/industriais/mistas, que somam um total de 13 849 014 cedis. A cidade também conta com 29 mercados e mais de 120 000 unidades de atacado, varejo, bem como diversas instalações destinadas a práticas esportivas, recreativas e centros de turismo.
Os setores da economia da Área Metropolitana de Acra consistem do setor primário (agricultura, pesca, mineração), secundário (manufaturas, eletricidade, gás, água, construção) e terciário (atacado, varejo, setor hoteleiro, restaurantes, transportes, comunicações, intermediações financeiras, mercado de imóveis, administração pública, educação, saúde e outros serviços sociais). O setor de serviços é o maior, como é de costume numa economia urbana, e emprega cerca de 531 670 pessoas. O segundo maior, o setor secundário, emprega 22,34 por cento da força de trabalho, 183 934 pessoas. Acra tem uma taxa de desemprego de 12,2 por cento, o que totaliza 114 198 indivíduos.

## Lugares de culto

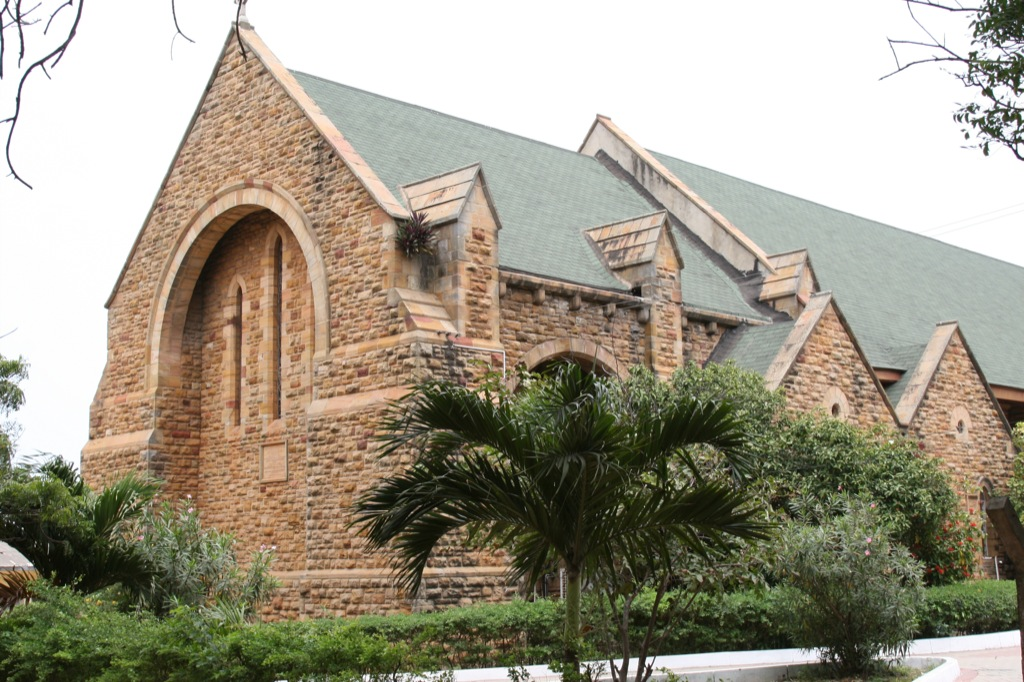
Catedral da Santíssima Trindade (Igreja da Província da África Ocidental)
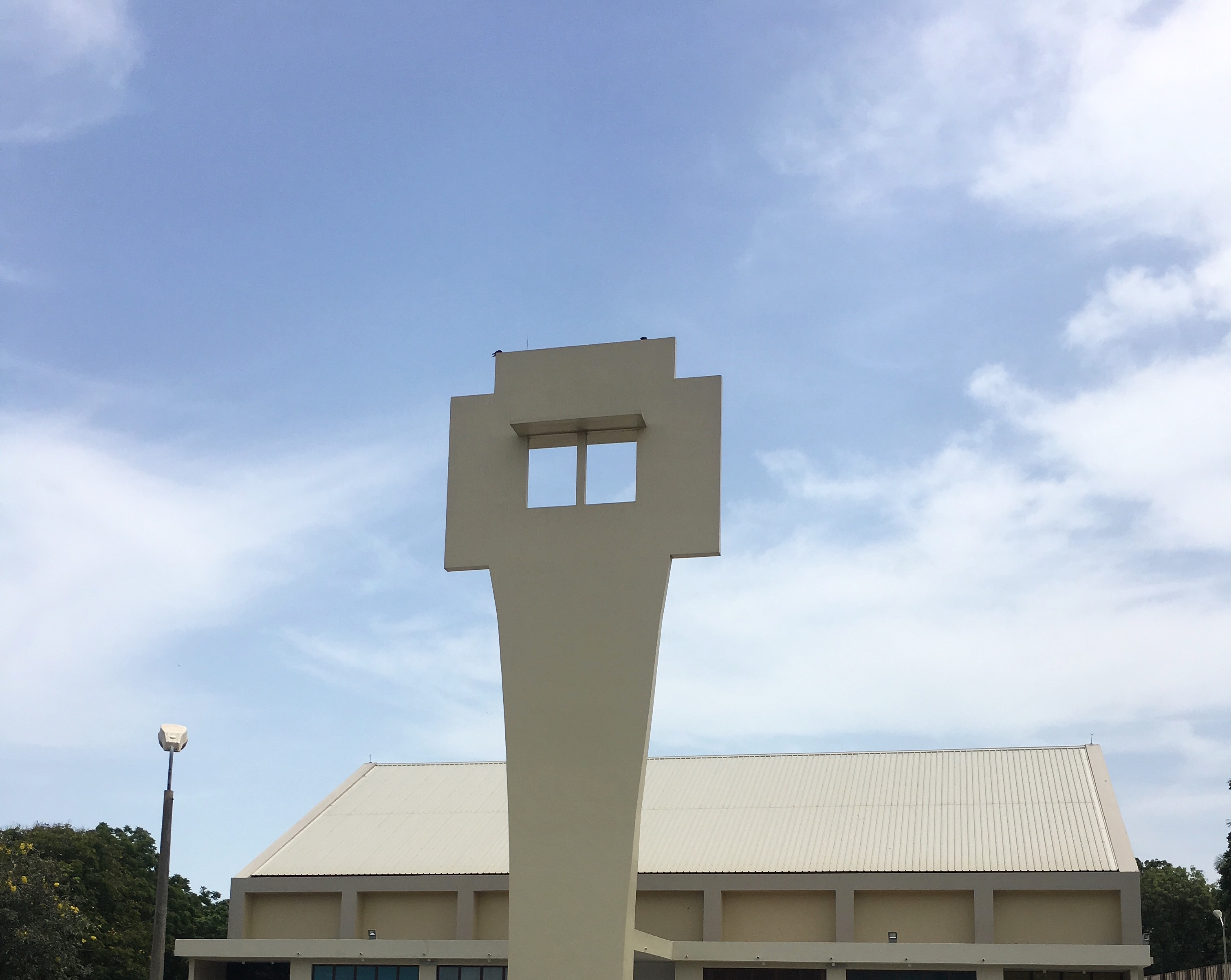
Paróquia de Cristo Rei em Accra (Igreja Católica)

Entre os lugares de culto, existem principalmente igrejas e templos cristãos :  Church of the Province of West Africa (Comunhão Anglicana), Evangelical Presbyterian Church, Ghana (Comunhão Mundial das Igrejas Reformadas), (Ghana Baptist Convention (Aliança Batista Mundial), Lighthouse Chapel International, Church of Pentecost, Assembleia de Deus, Arquidiocese de Accra (Igreja Católica).  Há também mesquitas muçulmanas.

## Cidades-irmãs
- Chicago, Estados Unidos
- Washington DC, Estados Unidos